# Andrzej Rokita (polityk)
Andrzej Rokita (ur. ?) – polski działacz samorządowy i partyjny, nauczyciel, w latach 1980–1987 naczelnik i prezydent Pruszkowa.

## Życiorys
Zawodowo pracował jako nauczyciel, od około 1955 pracował w Pruszkowie. W latach 1963–1974 pełnił funkcję pierwszego dyrektora Szkoły Podstawowej nr 10 w Pruszkowie, następnie został zastępcą inspektora Wydziału Oświaty i Wychowania Powiatowej Rady Związków Zawodowych. W latach 1972–1981 kierował powiatowym zarządem Związku Nauczycielstwa Polskiego. Wstąpił do Polskiej Zjednoczonej Partii Robotniczej, należał do jej Komitetu Miejskiego w Pruszkowie. W 1980 objął stanowisko naczelnika miasta Pruszków, w międzyczasie przekształcone w funkcję prezydenta miasta po przekroczeniu liczby 50 tysięcy mieszkańców. W 1987 na tym stanowisku zastąpił go Andrzej Pawliński. 